# Volta al País Basc 2009
La Volta al País Basc 2009 va ser la 49a edició de la cursa ciclista Volta al País Basc. Es disputà entre el 6 i l'11 d'abril, després de 6 etapes, la darrera d'elles contrarellotge per a fer un total de 812 km.
El vencedor final fou l'espanyol Alberto Contador, per davant del mallorquí Toni Colom i Samuel Sánchez. Contador va basar la seva victòria en les dues etapes claus, la tercera, de muntanya, amb final amb a Eibar i la darrera, una contrarellotge pels voltants de Zalla. D'aquesta manera renovava la victòria aconseguida en l'edició de 2008.

## Etapes
| Etapa    | Data       | Recorregut        | Km  | Vencedor d'etapa  | Líder de la general |
| -------- | ---------- | ----------------- | --- | ----------------- | ------------------- |
| 1a Etapa | 6 d'abril  | Ataun-Ataun       | 142 | Luis León Sánchez | Luis León Sánchez   |
| 2a Etapa | 7 d'abril  | Ataun-Villatuerta | 169 | Iuri Trofímov     | Luis León Sánchez   |
| 3a Etapa | 8 d'abril  | Villatuerta-Eibar | 163 | Alberto Contador  | Alberto Contador    |
| 4a Etapa | 9 d'abril  | Eibar-Güeñes      | 152 | Michael Albasini  | Alberto Contador    |
| 5a Etapa | 10 d'abril | Güeñes-Zalla      | 162 | Marco Pinotti     | Alberto Contador    |
| 6a Etapa | 11 d'abril | Zalla-Zalla (CRI) | 24  | Alberto Contador  | Alberto Contador    |

### Etapa 1
6 d'abril de 2009Ataun, 142 km
|   | Ciclista           | Equip                       | Temps      |
| - | ------------------ | --------------------------- | ---------- |
| 1 | Luis León Sánchez  | Caisse d'Epargne            | 3h 28' 43" |
| 2 | Samuel Sánchez     | Euskaltel–Euskadi           | m. t.      |
| 3 | Jérôme Pineau      | Quick-Step Alpha Vinyl Team | m. t.      |
| 4 | Christian Knees    | Milram                      | m. t.      |
| 5 | Aleksandr Kólobnev | Team Saxo Bank              | m. t.      |

|   | Ciclista           | Equip                       | Temps      |
| - | ------------------ | --------------------------- | ---------- |
| 1 | Luis León Sánchez  | Caisse d'Epargne            | 3h 28' 43" |
| 2 | Samuel Sánchez     | Euskaltel–Euskadi           | m. t.      |
| 3 | Jérôme Pineau      | Quick-Step Alpha Vinyl Team | m. t.      |
| 4 | Christian Knees    | Milram                      | m. t.      |
| 5 | Aleksandr Kólobnev | Team Saxo Bank              | m. t.      |

### Etapa 2
7 d'abril de 2009Ataun > Villatuerta, 169 km
|   | Ciclista          | Equip                   | Temps      |
| - | ----------------- | ----------------------- | ---------- |
| 1 | Iuri Trofímov     | Bbox Bouygues Telecom   | 4h 12' 46" |
| 2 | Rein Taaramae     | Cofidis                 | + 6"       |
| 3 | Ben Swift         | Team Katusha            | + 1' 10"   |
| 4 | Michael Albasini  | Team Columbia-High Road | m. t.      |
| 5 | Luis León Sánchez | Caisse d'Epargne        | m. t.      |

|   | Ciclista           | Equip             | Temps      |
| - | ------------------ | ----------------- | ---------- |
| 1 | Luis León Sánchez  | Caisse d'Epargne  | 7h 42' 39" |
| 2 | Aleksandr Kólobnev | Team Saxo Bank    | m. t.      |
| 3 | Jérôme Pineau      | Quick Step        | s.t.       |
| 4 | Christian Knees    | Team Milram       | m. t.      |
| 5 | Samuel Sánchez     | Euskaltel–Euskadi | m. t.      |

### Etapa 3
8 d'abril de 2009Villatuerta > Eibar, 163 km
|   | Ciclista         | Equip                 | Temps      |
| - | ---------------- | --------------------- | ---------- |
| 1 | Alberto Contador | Astana Qazaqstan Team | 4h 16' 29" |
| 2 | Cadel Evans      | Silence-Lotto         | + 9"       |
| 3 | Samuel Sánchez   | Euskaltel–Euskadi     | m. t.      |
| 4 | Antoni Colom     | Team Katusha          | m. t.      |
| 5 | Damiano Cunego   | Lampre-N.G.C.         | + 28"      |

|   | Ciclista         | Equip                 | Temps       |
| - | ---------------- | --------------------- | ----------- |
| 1 | Alberto Contador | Astana Qazaqstan Team | 11h 59' 08" |
| 2 | Samuel Sánchez   | Euskaltel–Euskadi     | + 9"        |
| 3 | Cadel Evans      | Silence-Lotto         | m. t.       |
| 4 | Antoni Colom     | Team Katusha          | m. t.       |
| 5 | Damiano Cunego   | Lampre-N.G.C.         | + 28"       |

### Etapa 4
9 d'abril de 2009Eibar > Gueñes, 152 km
|   | Ciclista              | Equip                   | Temps      |
| - | --------------------- | ----------------------- | ---------- |
| 1 | Michael Albasini      | Team Columbia-High Road | 3h 59' 42" |
| 2 | Jurgen van den Broeck | Silence-Lotto           | m. t.      |
| 3 | Christian Vande Velde | Garmin-Slipstream       | m. t.      |
| 4 | Ben Swift             | Team Katusha            | + 1' 25"   |
| 5 | Allan Davis           | Quick Step              | m. t.      |

|   | Ciclista         | Equip                 | Temps       |
| - | ---------------- | --------------------- | ----------- |
| 1 | Alberto Contador | Astana Qazaqstan Team | 16h 00' 16" |
| 2 | Samuel Sánchez   | Euskaltel–Euskadi     | + 8"        |
| 3 | Cadel Evans      | Silence-Lotto         | m. t.       |
| 4 | Antoni Colom     | Team Katusha          | m. t.       |
| 5 | Damiano Cunego   | Lampre-N.G.C.         | + 27"       |

### Etapa 5
10 d'abril de 2009Gueñes > Zalla, 162 km
|   | Ciclista            | Equip                   | Temps      |
| - | ------------------- | ----------------------- | ---------- |
| 1 | Marco Pinotti       | Team Columbia-High Road | 4h 15' 56" |
| 2 | Ben Swift           | Team Katusha            | m. t.      |
| 3 | Francesco Gavazzi   | Lampre-N.G.C.           | m. t.      |
| 4 | Christian Knees     | Team Milram             | m. t.      |
| 5 | Johannes Fröhlinger | Team Milram             | m. t.      |

|   | Ciclista         | Equip                 | Temps       |
| - | ---------------- | --------------------- | ----------- |
| 1 | Alberto Contador | Astana Qazaqstan Team | 20h 16' 31" |
| 2 | Samuel Sánchez   | Euskaltel–Euskadi     | + 8"        |
| 3 | Cadel Evans      | Silence-Lotto         | m. t.       |
| 4 | Antoni Colom     | Team Katusha          | m. t.       |
| 5 | Damiano Cunego   | Lampre-N.G.C.         | + 27"       |

### Etapa 6
11 d'abril de 2009Zalla, 24 km (CRI)
|   | Ciclista          | Equip                   | Temps    |
| - | ----------------- | ----------------------- | -------- |
| 1 | Alberto Contador  | Astana Qazaqstan Team   | 31' 59"  |
| 2 | Antoni Colom      | Team Katusha            | + 22"    |
| 3 | Samuel Sánchez    | Euskaltel–Euskadi       | + 45"    |
| 4 | Michael Rogers    | Team Columbia-High Road | + 45"    |
| 5 | Luis León Sánchez | Caisse d'Epargne        | + 1' 13" |

|   | Ciclista          | Equip                 | Temps       |
| - | ----------------- | --------------------- | ----------- |
| 1 | Alberto Contador  | Astana Qazaqstan Team | 20h 48' 30" |
| 2 | Antoni Colom      | Team Katusha          | + 30"       |
| 3 | Samuel Sánchez    | Euskaltel–Euskadi     | + 53"       |
| 4 | Cadel Evans       | Silence-Lotto         | + 1' 33"    |
| 5 | Luis León Sánchez | Caisse d'Epargne      | + 1' 48"    |

## Classificacions finals

### Classificació general
|    | Ciclista          | Equip                   | Temps       |
| -- | ----------------- | ----------------------- | ----------- |
| 1  | Alberto Contador  | Astana Qazaqstan Team   | 20h 48' 30" |
| 2  | Antoni Colom      | Team Katusha            | + 30"       |
| 3  | Samuel Sánchez    | Euskaltel–Euskadi       | + 53"       |
| 4  | Cadel Evans       | Silence-Lotto           | + 1' 33"    |
| 5  | Luis León Sánchez | Caisse d'Epargne        | + 1' 48"    |
| 6  | Damiano Cunego    | Lampre-N.G.C.           | + 1' 53"    |
| 7  | Robert Gesink     | Rabobank                | + 1' 57"    |
| 8  | Michael Rogers    | Team Columbia-High Road | + 2' 20"    |
| 9  | Vincenzo Nibali   | Liquigas                | + 2' 30"    |
| 10 | Roman Kreuziger   | Liquigas                | + 2' 35"    |

|   | Ciclista          | Equip                 | Punts |
| - | ----------------- | --------------------- | ----- |
| 1 | Samuel Sánchez    | Euskaltel–Euskadi     | 61    |
| 2 | Alberto Contador  | Astana Qazaqstan Team | 59    |
| 3 | Luis León Sánchez | Caisse d'Epargne      | 58    |
| 4 | Ben Swift         | Team Katusha          | 50    |
| 5 | Christian Knees   | Milram                | 37    |

|   | Ciclista              | Equip             | Punts |
| - | --------------------- | ----------------- | ----- |
| 1 | Rein Taaramae         | Cofidis           | 37    |
| 2 | Aitor Hernández       | Euskaltel–Euskadi | 35    |
| 3 | Christian Vande Velde | Garmin-Slipstream | 21    |
| 4 | David Moncoutié       | Cofidis           | 19    |
| 5 | Egoi Martínez         | Euskaltel–Euskadi | 14    |

|   | Ciclista              | Equip                 | Punts |
| - | --------------------- | --------------------- | ----- |
| 1 | Egoi Martínez         | Euskaltel–Euskadi     | 6     |
| 2 | Iuri Trofímov         | Bbox Bouygues Telecom | 6     |
| 3 | Christian Vande Velde | Garmin-Slipstream     | 5     |

|   | Equip             | Temps       |
| - | ----------------- | ----------- |
| 1 | Caisse d'Epargne  | 62h 35' 14" |
| 2 | Euskaltel–Euskadi | + 1"        |
| 3 | Liquigas          | + 39"       |

## Evolució de les classificacions
| Etapa (Vencedor)                  | Classificació general | Classificació dels punts | Classificació de la muntanya | Classificació de les metes volants | Classificació per equips |
| --------------------------------- | --------------------- | ------------------------ | ---------------------------- | ---------------------------------- | ------------------------ |
| 0Etapa 1 (Luis León Sánchez)      | Luis León Sánchez     | Luis León Sánchez        | Aitor Hernández              | Gorka Izagirre                     | Caisse d'Epargne         |
| 0Etapa 2 (Iuri Trofímov)          | Luis León Sánchez     | Luis León Sánchez        | Aitor Hernández              | Manuel Vázquez Hueso               | Caisse d'Epargne         |
| 0Etapa 3 (Alberto Contador)       | Alberto Contador      | Luis León Sánchez        | Aitor Hernández              | Manuel Vázquez Hueso               | Caisse d'Epargne         |
| 0Etapa 4 (Michael Albasini)       | Alberto Contador      | Luis León Sánchez        | Aitor Hernández              | Michael Albasini                   | Caisse d'Epargne         |
| 0Etapa 5 (Marco Pinotti)          | Alberto Contador      | Ben Swift                | Rein Taaramae                | Egoi Martínez                      | Caisse d'Epargne         |
| 0Etapa 6 (CRI) (Alberto Contador) | Alberto Contador      | Samuel Sánchez           | Rein Taaramae                | Egoi Martínez                      | Caisse d'Epargne         |
| 0Final                            | Alberto Contador      | Samuel Sánchez           | Rein Taaramae                | Egoi Martínez                      | Caisse d'Epargne         |